# Myrmecium gounellei
Myrmecium gounellei là một loài nhện trong họ Corinnidae.
Loài này thuộc chi Myrmecium. Myrmecium gounellei được Eugène Simon miêu tả năm 1896.